# Henry Cavendish
Henry Cavendish (n. 10 octombrie 1731, Nisa, Regatul Sardiniei – d. 24 februarie 1810, Londra, Regatul Unit al Marii Britanii și Irlandei) a fost un fizician și chimist englez. Este cunoscut în special pentru descoperirea hidrogenului, în 1766, a sintezei apei, în 1784, și a celebrului experiment omonim (experimentul Cavendish), din anii 1797 - 1798, în care savantul englez a măsurat forța de atracție dintre două mase suspendate cu ajutorul unei balanțe de torsiune, iar ca rezultate derivate a putut calcula, pentru prima dată, constanta atracției universale și masa Pământului.

## Legături  externe
- ro  Henry Cavendish - Biografie
- ro  Henry Cavendish
- en  Biografie